# Polský výbor národního osvobození

Manifest PKWN.

Polský výbor národního osvobození (polsky Polski Komitet Wyzwolenia Narodowego, zkr PKWN) byl politický orgán, představující dočasnou vládou na území Polska v období osvobození země od nacismu v roce 1945. Oficiálně byl podřízen Státní národní radě. Financoval a podporoval jej Sovětský svaz. Ustanoven byl 22. června 1944 v Lublinu. Výbor také vydával vlastní deník Rzeczpospolita. V čele výboru stál Edward Osóbka-Morawski; další jeho členové měli působnost v podobě odpovídající jednotlivým vládním resortům.
Manifest Polského výboru národního osvobození byl publikován dne 22. července 1944 v Moskvě a o jeho přijetí informovalo Rádio Moskva. Následně byl i v Moskvě vytištěn, ačkoliv oficiálně dle historiků z dob existence Polské lidové republiky byl přijat v Chełmu.
Výbor během své existence vydal několik dekretů, včetně právních norem. Rovněž nařídil odzbrojení ozbrojených formací, které nebyly loajální promoskevskému vedení a zřídil jednotky milice.